# 138 East 50th Street
Il 138 East 50th Street, chiamato anche come The Centrale, è un grattacielo ad uso residenziale situato a New York.

## Descrizione
Alto 245 metri e con 64 piani, l'edificio è il venticinquesimo più alto della città. Costruito tra la fine del 2016 e l'inizio nel 2019 al suo interno il grattacielo presenta 124 appartamenti che si calcola dovrebbero costare, una volta in vendita, circa 4 milioni di dollari l'uno.